# Habenaria achroantha
Habenaria achroantha är en orkidéart som beskrevs av Rudolf Schlechter. Habenaria achroantha ingår i släktet Habenaria och familjen orkidéer. Inga underarter finns listade i Catalogue of Life.